# Asperg (stacja kolejowa)
Asperg – stacja kolejowa w Asperg, w kraju związkowym Badenia-Wirtembergia, w Niemczech. Znajduje się tu 1 peron.